# Pictor A
Pictor A, es una radio-galaxia de doble lóbulo ubicada a unos 485 millones de años luz de distancia, en la constelación Pictor.Es una poderosa fuente de ondas de radio en el hemisferio celeste sur. Desde un agujero negro supermasivo en su centro, se extiende un chorro relativista de rayos X hasta unos 570.000 años luz de distancia.

## Galería

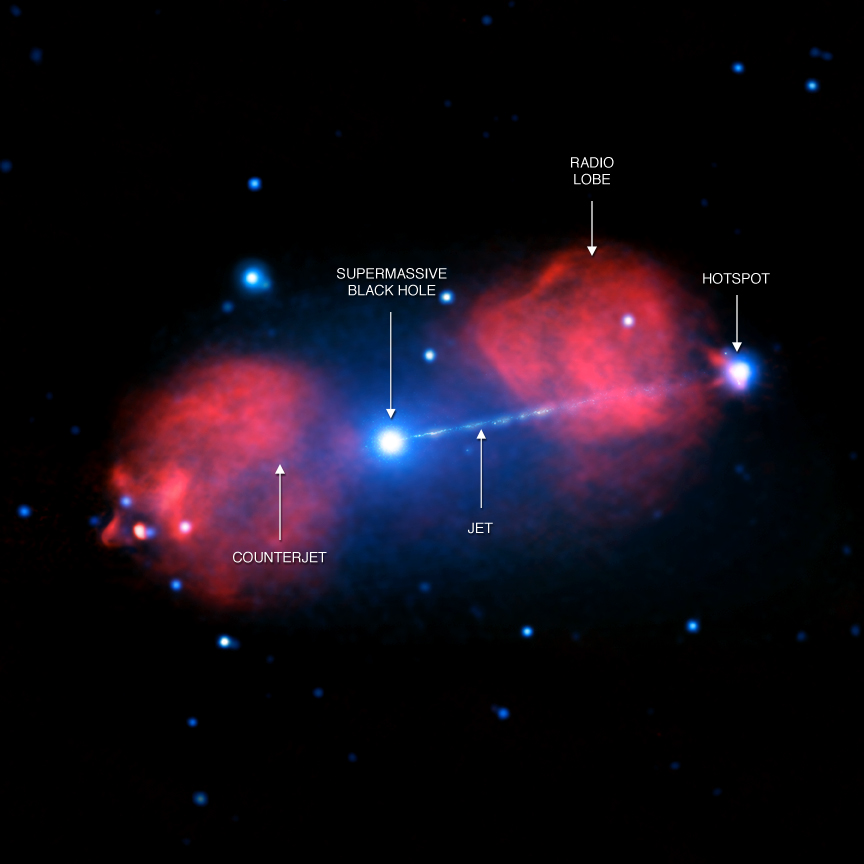
Imagen compuesta de Pictor A. Aquí se muestra la ubicación del agujero negro supermasivo, del chorro y el contra-chorro
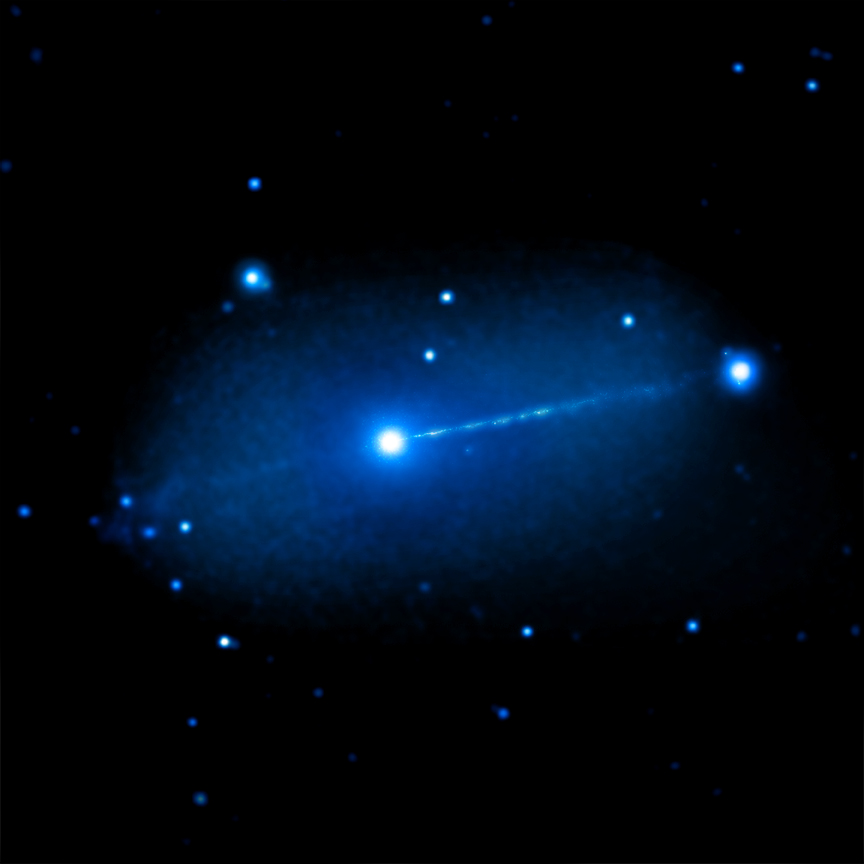
Chorro de rayos X en donde los electrones se alejan del agujero a una velocidad cercana a la de la luz
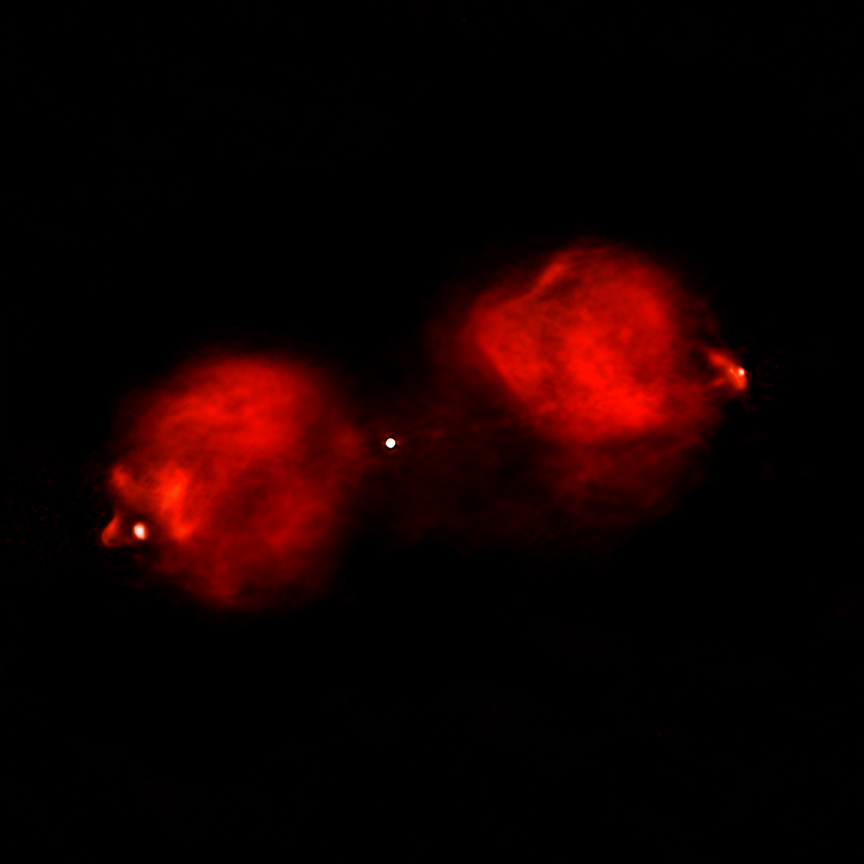
En ondas de radio